# Einar Már Guðmundsson
Einar Már Guðmundsson (* 18. září 1954 Reykjavík) je islandský spisovatel. Vystudoval literární vědu na Islandské univerzitě. V roce 1980 vydal svoji první sbírku poezie Sendisveinninn er einmana (Posel bývá osamělý). O dva roky později získal cenu Almenna Bókafélagið, která mu umožnila vydat první román Riddarar hringstigans (Rytíři točitého schodiště). Šest let žil v Dánsku a přednášel komparatistiku na Kodaňské univerzitě.
Jeho nejúspěšnějším dílem je román Englar alheimsins (Andělé všehomíra) z roku 1993, zpověď mladíka trpícího schizofrenií, pro kterou byly inspirací osudy autorova bratra. Kniha byla přeložena do více než třiceti jazyků a je jediným autorovým dílem, které vyšlo česky; vydalo ji v roce 2000 nakladatelství Arista a autorkou překladu byla Olga Maria Franzdóttir. V roce 1995 byla knize udělena Literární cena Severské rady a v roce 2000 natočil Friðrik Þór Friðriksson její filmovou adaptaci, v níž hrál hlavní roli Ingvar Eggert Sigurðsson.
Osudy své rodiny se Einar Már Guðmundsson zabývá také v historické trilogii Fótspor á himnum (Stopy na nebesích), Draumar á jörðu (Sny na zemi) a Nafnlausir vegir (Bezejmenné cesty). Kritický pohled na fungování vězeňského systému přinesl v próze Rimlar hugans (Mříže mysli). Je spoluautorem scénářů k filmům Friðrika Þóra Friðrikssona Děti přírody a Filmové dny. Píše také písňové texty a dětskou literaturu, přeložil do islandštiny knihy Iana McEwana.
Angažoval se v politickém hnutí Reykjavíkurlistinn a byl jedním z intelektuálních vůdců protestů reagujících na islandskou finanční krizi. Svůj pohled na politiku a ekonomiku shrnul ve sbírce úvah Hvíta bókin (Bílá kniha).
Einar Már Guðmundsson žije v Reykjavíku, je ženatý a má pět dětí. V roce 2002 obdržel Řád islandského sokola a v roce 2012 mu Švédská akademie udělila cenu za celoživotní přínos severské literatuře.

## Dílo
- 1980: Sendisveinninn er einmana
- 1981: Róbinson Krúsó snýr aftur
- 1982: Riddarar hringstigans
- 1986: Eftirmáli regndropanna
- 1988: Leitin að dýragarðinum
- 1990: Rauðir dagar
- 1992: Fólkið í steininum
- 1993: Englar alheimsins
- 1995: Í augu óreiðunnar: ljóð eða eitthvað í þá áttina
- 1997: Fótspor á himnum
- 2000: Draumar á jörðu
- 2001: Kannski er pósturinn svangur
- 2002: Nafnlausir vegir
- 2004: Bítlaávarpið
- 2007: Rimlar hugans
- 2009: Hvíta bókin
- 2012: Íslenskir kóngar
- 2015: Hundadagar
- 2018: Höfuðljóð
- 2019: Til þeirra er málið varðar